# Rue Antoine-Fratacci
La rue Antoine-Fratacci est une voie publique de la commune de Vanves, dans le département français des Hauts-de-Seine. Elle suit la route départementale 50.

## Situation et accès

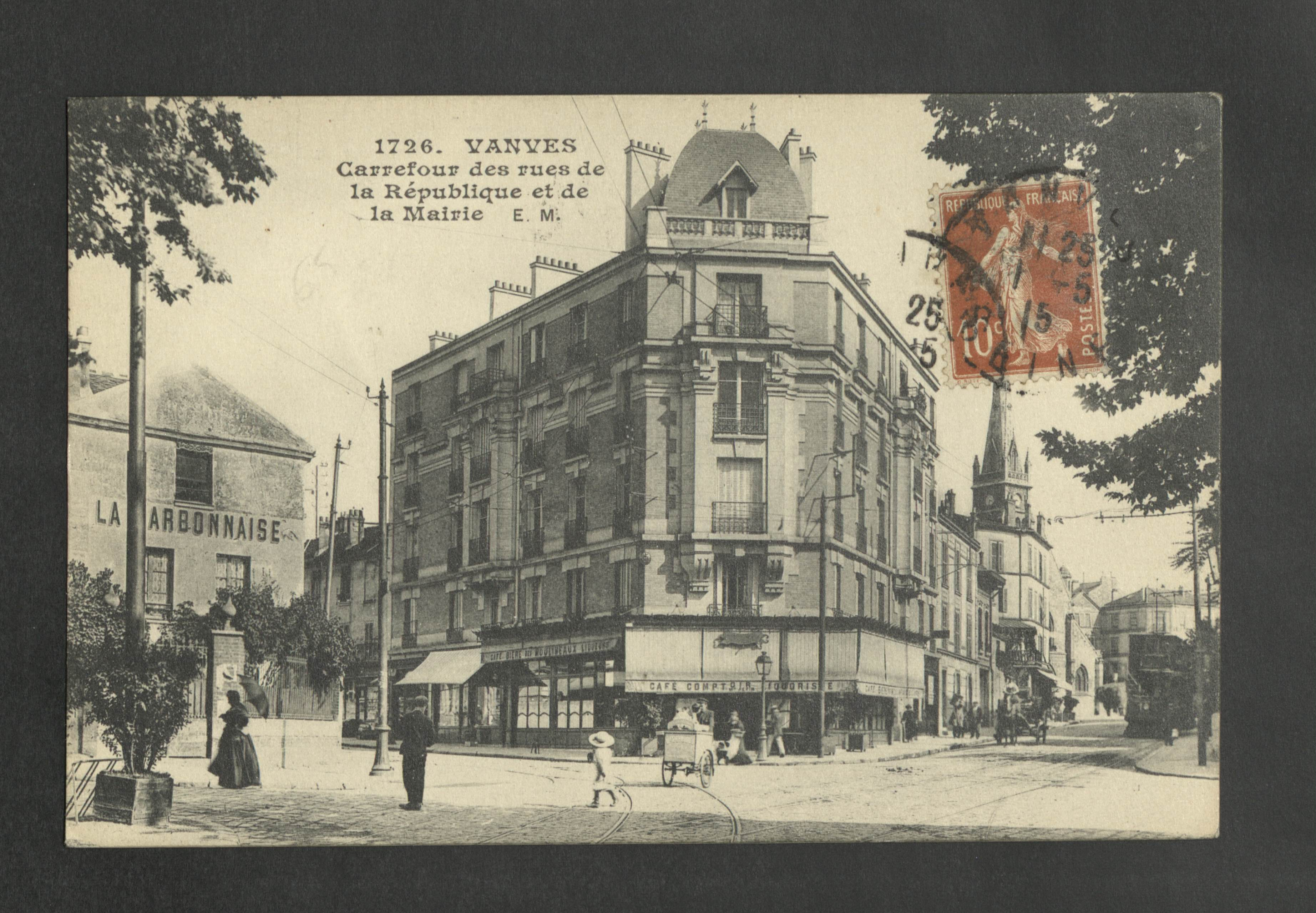
Carrefour des rues de la République et de la Mairie, avant 1905.

Orienté d'ouest en est, cette rue commence son tracé à la place du Maréchal-de-Lattre-de-Tassigny (anciennement place du Val), carrefour de l'avenue Victor-Hugo, de la rue de la République et du boulevard du Lycée.
Laissant la rue Sadi-Carnot sur sa gauche, elle passe devant divers bâtiments administratifs et se termine carrefour de l'Insurrection.

## Origine du nom
Son nom actuel lui a été donné en hommage à Antoine Fratacci, résistant, pompier, fusillé le 11 août 1944 à Toussus-le-Noble.

## Historique

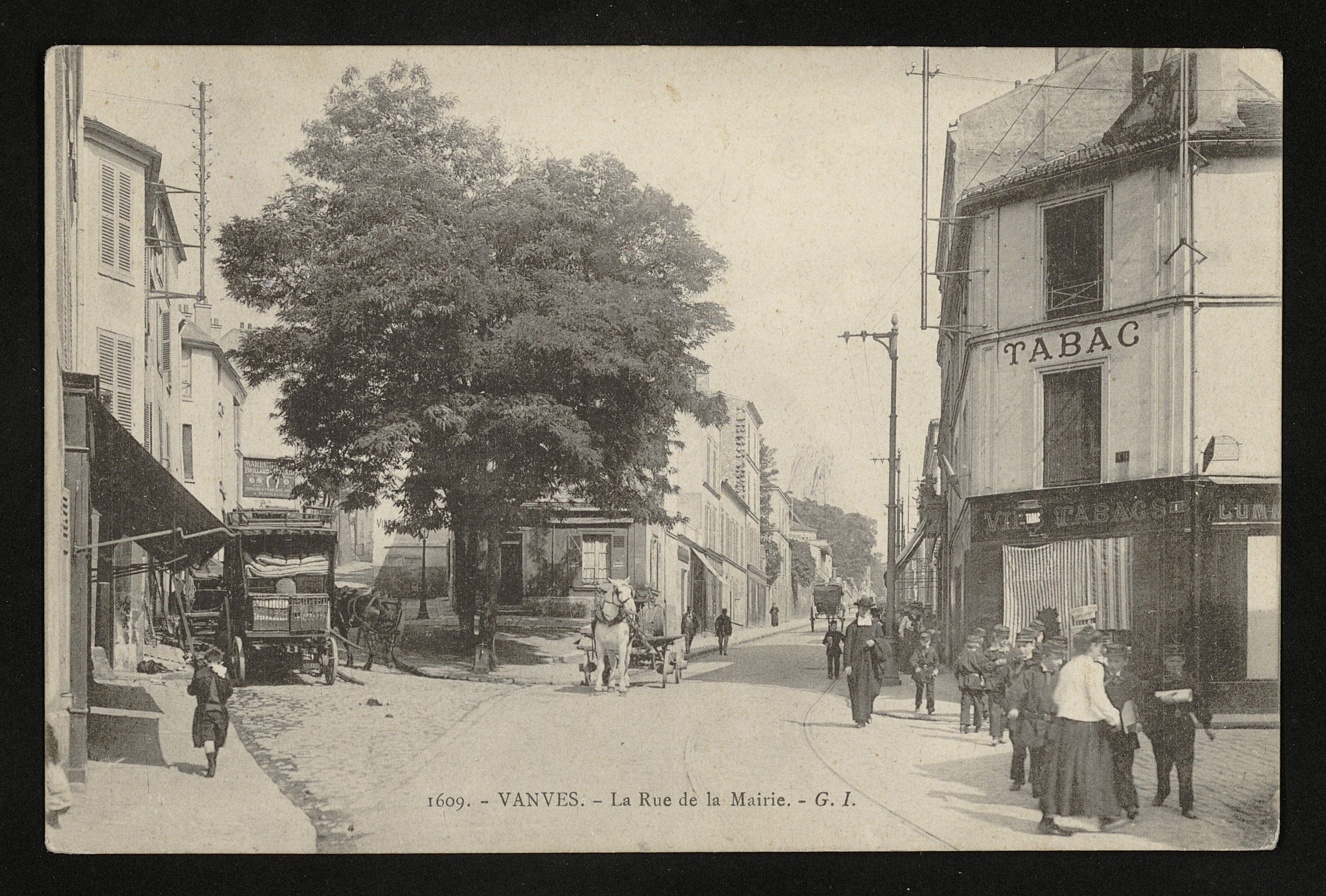
La rue de la Mairie vers 1900.

Cette voie de communication s'appelait autrefois rue de la Mairie,. Elle fut percée en 1855.

## Bâtiments remarquables et lieux de mémoire
- Tribunal d'Instance.
- École Jacques-Cabourg, anciennement école du Centre qui, construite en 1857, était la première école publique de Vanves[7].
- Marché couvert[8].
- Ancienne mairie, construite en 1957 par l'architecte Claude Naissant[9].